# PEC Zwolle in het seizoen 1974/75
Het seizoen 1974/1975 was het 64e jaar in het bestaan van de Zwolse voetbalclub PEC Zwolle. De club kwam uit in de Eerste divisie en nam ook deel aan het toernooi om de KNVB beker.

## Wedstrijdstatistieken

### Oefenduels
| Datum + plaats              | Wedstrijd        | Uitslag       | Scoreverloop |
| --------------------------- | ---------------- | ------------- | --- |
| 10 augustus 1974 Noordwolde | PSV – PEC Zwolle | 6 – 0 (4 – 0) | 1' Gerrie Deijkers 1–0, 16' Ralf Edström 2–0, 27' Ralf Edström 3–0, René van de Kerkhof 4–0, 66' Harry Lubse 5–0, Pleun Strik 6–0 |

### Eerste divisie
| 1e speelronde | FC Vlaardingen '74 | 0 – 1 (0 – 0) | PEC Zwolle                                              | Opstelling PEC Zwolle: |
| 18 augustus 1974 Aanvangstijd: --:-- uur Plaats: Vlaardingen Floreslaan Toeschouwers: 2.000 Scheidsrechter: Frans Vermeij                      | |               | 50' Joop Leidekker                                      | |
| 2e speelronde | PEC Zwolle | 1 – 0 (0 – 0) | Willem II                                               | Opstelling PEC Zwolle: |
| 21 augustus 1974 Aanvangstijd: --:-- uur Plaats: Zwolle Oosterenkstadion Toeschouwers: 3.600 Scheidsrechter: George Oetelmans                  | Herman Heskamp 87' |               |                                                         | |
| 3e speelronde | PEC Zwolle | 3 – 1 (1 – 0) | SC Heracles '74                                         | Opstelling PEC Zwolle: |
| 25 augustus 1974 Aanvangstijd: --:-- uur Plaats: Zwolle Oosterenkstadion Toeschouwers: 5.500 Scheidsrechter: Bart Ram                          | Herman Heskamp 43' Herman Heskamp 58' Jan Verheijen 71'                                                                       |               | 67' Hans Polko                                          | |
| 4e speelronde | FC Groningen | 2 – 1 (0 – 1) | PEC Zwolle                                              | Opstelling PEC Zwolle: |
| 28 augustus 1974 Aanvangstijd: --:-- uur Plaats: Groningen Stadion Oosterpark Toeschouwers: 4.000 Scheidsrechter: Siem Wellinga                | Ab Gritter 66' Hugo Hovenkamp 86'                                                                                             |               | 31' Ben Hendriks                                        | |
| 5e speelronde | Eindhoven | 5 – 3 (2 – 0) | PEC Zwolle                                              | Opstelling PEC Zwolle: |
| 1 september 1974 Aanvangstijd: --:-- uur Plaats: Eindhoven Jan Louwersstadion Toeschouwers: 5.100 Scheidsrechter: Louis Beukman                | Henk Bloemers 22' Lambert Kreekels 30' Jacques van der Pas 58' Henk Bloemers 65' Lambert Kreekels 75'                         |               | 47' Jan Rorije 72' Herman Heskamp 89' Jan Veenstra      | |
| 6e speelronde | PEC Zwolle | 2 – 0 (0 – 0) | Helmond Sport                                           | Opstelling PEC Zwolle: |
| 8 september 1974 Aanvangstijd: --:-- uur Plaats: Zwolle Oosterenkstadion Toeschouwers: 2.500 Scheidsrechter: Henk Geurens                      | Ben Schubert 68' René IJzerman 79'                                                                                            |               |                                                         | |
| 7e speelronde | Heerenveen | 0 – 1 (0 – 1) | PEC Zwolle                                              | Opstelling PEC Zwolle: |
| 15 september 1974 Aanvangstijd: --:-- uur Plaats: Heerenveen Sportpark Noord Toeschouwers: 7.000 Scheidsrechter: Theo Boosten                  | |               | 28' Herman Heskamp                                      | |
| 8e speelronde | PEC Zwolle | 1 – 1 (1 – 0) | FC Den Bosch '67                                        | Opstelling PEC Zwolle: |
| 22 september 1974 Aanvangstijd: --:-- uur Plaats: Zwolle Oosterenkstadion Toeschouwers: 3.000 Scheidsrechter: Ben Hoppenbrouwer                | Herman Heskamp 11' |               | 70' Pieter van de Sande                                 | |
| 9e speelronde | FC Dordrecht | 1 – 2 (1 – 0) | PEC Zwolle                                              | Opstelling PEC Zwolle: |
| 29 september 1974 Aanvangstijd: --:-- uur Plaats: Dordrecht Stadion Krommedijk Toeschouwers: 2.500 Scheidsrechter: Henk Weerink                | Dick Hoogmoed 12' |               | 65' Klaas Drost 90' (pen) Herman Heskamp                | |
| 10e speelronde | PEC Zwolle | 6 – 0 (2 – 0) | SC Veendam                                              | Opstelling PEC Zwolle: |
| 13 oktober 1974 Aanvangstijd: --:-- uur Plaats: Zwolle Oosterenkstadion Toeschouwers: 3.000 Scheidsrechter: Louis Beukman                      | Hemmo Kerkhof (e.d.) 18' Jan van Renswouw 37' Herman Heskamp 77' Puck van der Horst 82' Herman Heskamp 85' Herman Heskamp 89' |               |                                                         | |
| 11e speelronde | SC Amersfoort | 1 – 1 (0 – 1) | PEC Zwolle                                              | Opstelling PEC Zwolle: |
| 27 oktober 1974 Aanvangstijd: --:-- uur Plaats: Amersfoort Sportpark Birkhoven Toeschouwers: 1.500 Scheidsrechter: Bas Booy                    | Willem Meijer 62' |               | 17' Herman Heskamp                                      | |
| 12e speelronde | PEC Zwolle | 0 – 0         | SVV                                                     | Opstelling PEC Zwolle: |
| 3 november 1974 Aanvangstijd: --:-- uur Plaats: Zwolle Oosterenkstadion Toeschouwers: 4.000 Scheidsrechter: Georges Oetelmans                  | |               |                                                         | |
| 13e speelronde | Volendam | 0 – 1 (0 – 0) | PEC Zwolle                                              | Opstelling PEC Zwolle: |
| 10 november 1974 Aanvangstijd: --:-- uur Plaats: Volendam Krasstadion Toeschouwers: 3.500 Scheidsrechter: Ben Hoppenbrouwer                    | |               | 79' Herman Heskamp                                      | |
| 14e speelronde | PEC Zwolle | 0 – 0         | FC VVV                                                  | Opstelling PEC Zwolle: |
| 17 november 1974 Aanvangstijd: --:-- uur Plaats: Zwolle Oosterenkstadion Toeschouwers: 5.000 Scheidsrechter: Henk van Dijken                   | |               |                                                         | |
| 15e speelronde | SC Cambuur | 1 – 3 (0 – 2) | PEC Zwolle                                              | Opstelling PEC Zwolle: |
| 1 december 1974 Aanvangstijd: --:-- uur Plaats: Leeuwarden Cambuurstadion Toeschouwers: 4.000 Scheidsrechter: Leo van der Kroft                | Thomas Haan 46' |               | 4' Herman Heskamp 18' Herman Heskamp 69' Herman Heskamp | Nieuwenhout, Bajac, (Verheijen), Spanhaak, Veenstra, Van der Horst, IJzerman, Leidekker, Hendriksen (Van den Bosch), Rorije, Drost, Heskamp |
| 16e speelronde | PEC Zwolle | 0 – 0         | N.E.C.                                                  | Opstelling PEC Zwolle: |
| 8 december 1974 Aanvangstijd: --:-- uur Plaats: Zwolle Oosterenkstadion Toeschouwers: 11.000 Scheidsrechter: Egbert Mulder                     | |               |                                                         | |
| 17e speelronde | Willem II | 3 – 1 (0 – 0) | PEC Zwolle                                              | Opstelling PEC Zwolle: |
| 15 december 1974 Aanvangstijd: --:-- uur Plaats: Tilburg Gemeentelijk Sportpark Tilburg Toeschouwers: 3.500 Scheidsrechter: Henk van Dijken    | Piet van Dijk 50' Bert Wielaert 65' Piet van Dijk 83'                                                                         |               | 68' Jan Veenstra                                        | |
| 18e speelronde | PEC Zwolle | 0 – 1 (0 – 0) | FC Groningen                                            | Opstelling PEC Zwolle: |
| 22 december 1974 Aanvangstijd: --:-- uur Plaats: Zwolle Oosterenkstadion Toeschouwers: 6.000 Scheidsrechter: Louis Beukman                     | |               | 51' Piet Wildschut                                      | |
| 19e speelronde | Vitesse | 2 – 0 (1 – 0) | PEC Zwolle                                              | Opstelling PEC Zwolle: |
| 5 januari 1975 Aanvangstijd: --:-- uur Plaats: Arnhem Nieuw-Monnikenhuize Toeschouwers: 4.000 Scheidsrechter: Gerrit Berrevoets                | Boško Bursać 25' Mark Rubrech 77'                                                                                             |               |                                                         | |
| 20e speelronde | PEC Zwolle | 2 – 2 (0 – 1) | FC Vlaardingen '74                                      | Opstelling PEC Zwolle: |
| 12 januari 1975 Aanvangstijd: --:-- uur Plaats: Zwolle Oosterenkstadion Toeschouwers: 2.200 Scheidsrechter: Frans Vermeij                      | Herman Heskamp 58' Herman Heskamp 61'                                                                                         |               | 16' John Corver 64' Frans Fiers                         | |
| 21e speelronde | SC Heracles '74 | 0 – 0         | PEC Zwolle                                              | Opstelling PEC Zwolle: |
| 19 januari 1975 Aanvangstijd: --:-- uur Plaats: Almelo Gemeentelijk Sportpark Bornsestraat Toeschouwers: 3.000 Scheidsrechter: Arie van Gemert | |               |                                                         | |
| 22e speelronde | PEC Zwolle | 2 – 1 (1 – 1) | Eindhoven                                               | Opstelling PEC Zwolle: |
| 26 januari 1975 Aanvangstijd: --:-- uur Plaats: Zwolle Oosterenkstadion Toeschouwers: 4.000 Scheidsrechter: Frans Derks                        | Jan Rorije 3' Herman Heskamp 90'                                                                                              |               | 39' Anton Jacobs                                        | |
| 23e speelronde | Helmond Sport | 2 – 1 (0 – 1) | PEC Zwolle                                              | Opstelling PEC Zwolle: |
| 2 februari 1975 Aanvangstijd: --:-- uur Plaats: Helmond Stadion De Braak Toeschouwers: 2.000 Scheidsrechter: Joop Vervoort                     | Willy Coolen 60' Petar Milovanović 70'                                                                                        |               | 43' Joop Leidekker                                      | |
| 24e speelronde | PEC Zwolle | 1 – 1 (0 – 1) | Heerenveen                                              | Opstelling PEC Zwolle: |
| 16 februari 1975 Aanvangstijd: --:-- uur Plaats: Zwolle Oosterenkstadion Toeschouwers: 6.000 Scheidsrechter: Jan Beck                          | Jan Verheijen 90' |               | 18' Jan Smid                                            | |
| 25e speelronde | FC Den Bosch '67 | 3 – 1 (2 – 1) | PEC Zwolle                                              | Opstelling PEC Zwolle: |
| 23 februari 1975 Aanvangstijd: --:-- uur Plaats: 's-Hertogenbosch Stadion De Vliert Toeschouwers: 3.000 Scheidsrechter: Egbert Mulder          | Albert Bruurmijn 1' Albert Bruurmijn 38' Loet Donkers 90'                                                                     |               | 10' Puck van der Horst                                  | |
| 26e speelronde | PEC Zwolle | 2 – 1 (2 – 0) | FC Dordrecht                                            | Opstelling PEC Zwolle: |
| 2 maart 1975 Aanvangstijd: --:-- uur Plaats: Zwolle Oosterenkstadion Toeschouwers: 2.500 Scheidsrechter: Ben Hoppenbrouwer                     | Jan Verheijen 31' Joop Leidekker 42'                                                                                          |               | 56' Gerrit de Keizer                                    | |
| 27e speelronde | SC Veendam | 0 – 1 (0 – 1) | PEC Zwolle                                              | Opstelling PEC Zwolle: |
| 9 maart 1975 Aanvangstijd: --:-- uur Plaats: Veendam De Langeleegte Toeschouwers: 2.000 Scheidsrechter: Henk van Dijken                        | |               | 8' Joop Leidekker                                       | |
| 28e speelronde | PEC Zwolle | 1 – 1 (1 – 0) | SC Amersfoort                                           | Opstelling PEC Zwolle: |
| 23 maart 1975 Aanvangstijd: --:-- uur Plaats: Zwolle Oosterenkstadion Toeschouwers: 3.000 Scheidsrechter: Cees de Bruin                        | Ben Spanhaak 5' |               | 60' Co Willigenburg                                     | |
| 29e speelronde | PEC Zwolle | 3 – 1 (2 – 1) | Fortuna SC                                              | Opstelling PEC Zwolle: |
| 29 maart 1975 Aanvangstijd: --:-- uur Plaats: Zwolle Oosterenkstadion Toeschouwers: n.n.b. Scheidsrechter: Jan Keizer                          | Jan Rorije 16' Joop Leidekker 25' Joop Leidekker 67'                                                                          |               | 37' Peter Prauser                                       | |
| 30e speelronde | Fortuna SC | 0 – 2 (0 – 0) | PEC Zwolle                                              | Opstelling PEC Zwolle: |
| 31 maart 1975 Aanvangstijd: --:-- uur Plaats: Sittard De Baandert Toeschouwers: 2.000 Scheidsrechter: Charles Corver                           | |               | 58' Jan Hendriksen 74' Jan Verheijen                    | |
| 31e speelronde | SVV | 0 – 0         | PEC Zwolle                                              | Opstelling PEC Zwolle: |
| 6 april 1975 Aanvangstijd: --:-- uur Plaats: Schiedam Sportpark Harga Toeschouwers: 2.500 Scheidsrechter: Frans Vermeij                        | |               |                                                         | |
| 32e speelronde | PEC Zwolle | 2 – 0 (1 – 0) | Volendam                                                | Opstelling PEC Zwolle: |
| 13 april 1975 Aanvangstijd: --:-- uur Plaats: Zwolle Oosterenkstadion Toeschouwers: 6.500 Scheidsrechter: Bart Ram                             | Jan Verheijen 35' Jan Rorije 59'                                                                                              |               |                                                         | |
| 33e speelronde | FC VVV | 1 – 1 (1 – 0) | PEC Zwolle                                              | Opstelling PEC Zwolle: |
| 20 april 1975 Aanvangstijd: --:-- uur Plaats: Venlo De Koel Toeschouwers: 12.000 Scheidsrechter: Siem Wellinga                                 | Huub Vercoulen 44' |               | 72' Herman Heskamp                                      | |
| 34e speelronde | PEC Zwolle | 1 – 0 (0 – 0) | SC Cambuur                                              | Opstelling PEC Zwolle: |
| 27 april 1975 Aanvangstijd: --:-- uur Plaats: Zwolle Oosterenkstadion Toeschouwers: 6.500 Scheidsrechter: Eddy van Eijck                       | Herman Heskamp 77' |               |                                                         | Gerards, Drost, Veenstra, Schubert, Van der Horst, Rorije, Van Renswouw (Bajac), Hendriksen, Verheijen, Heskamp, Leidekker                  |
| 35e speelronde | N.E.C. | 3 – 0 (0 – 0) | PEC Zwolle                                              | Opstelling PEC Zwolle: |
| 4 mei 1975 Aanvangstijd: --:-- uur Plaats: Nijmegen Goffertstadion Toeschouwers: 14.000 Scheidsrechter: Jan Keizer                             | Wim Meijers 51' Piet Kamps 56' Herman Gerdsen 61'                                                                             |               |                                                         | |
| 36e speelronde | PEC Zwolle | 3 – 1 (3 – 1) | Vitesse                                                 | Opstelling PEC Zwolle: |
| 11 mei 1975 Aanvangstijd: --:-- uur Plaats: Zwolle Oosterenkstadion Toeschouwers: 5.500 Scheidsrechter: Bouke Draaisma                         | Herman Heskamp 8' Herman Heskamp 12' Jan Rorije 20'                                                                           |               | 22' Henk Bosveld                                        | |

### Nacompetitie
| 1e speelronde                                                                                          | PEC Zwolle                                                                                                | 1 – 0 (0 – 0) | Vitesse                                                               | Opstelling PEC Zwolle: |
| 15 mei 1975 Plaats: Zwolle Oosterenkstadion Toeschouwers: 10.000 Scheidsrechter: n.n.b.                | Herman Heskamp 86'                                                                                        |               |                                                                       |                        |
| 2e speelronde                                                                                          | Eindhoven                                                                                                 | 1 – 0 (0 – 0) | PEC Zwolle                                                            | Opstelling PEC Zwolle: |
| 19 mei 1975 Plaats: Eindhoven Jan Louwersstadion Toeschouwers: 9.000 Scheidsrechter: Ben Hoppenbrouwer | Lambert Kreekels (pen) 75'                                                                                |               |                                                                       |                        |
| 3e speelronde                                                                                          | FC Groningen                                                                                              | 0 – 1 (0 – 1) | PEC Zwolle                                                            | Opstelling PEC Zwolle: |
| 22 mei 1975 Plaats: Groningen Stadion Oosterpark Toeschouwers: 8.000 Scheidsrechter: Henk Pijper       | |               | 44' Herman Heskamp                                                    |                        |
| 4e speelronde                                                                                          | PEC Zwolle                                                                                                | 1 – 3 (1 – 1) | FC Groningen                                                          | Opstelling PEC Zwolle: |
| 25 mei 1975 Plaats: Zwolle Oosterenkstadion Toeschouwers: 11.000 Scheidsrechter: Joop Vervoort         | Jan Hendriksen 7'                                                                                         |               | 4' Peter Eimers 84' Peter Eimers 88' Ab Gritter                       |                        |
| 5e speelronde                                                                                          | PEC Zwolle                                                                                                | 0 – 4 (0 – 1) | Eindhoven                                                             | Opstelling PEC Zwolle: |
| 29 mei 1975 Plaats: Zwolle Oosterenkstadion Toeschouwers: 10.000 Scheidsrechter: Jan Beck              | |               | 35' Jan Brans 69' Willy Senders 74' Anton Jacobs 83' Lambert Kreekels |                        |
| 6e speelronde                                                                                          | Vitesse                                                                                                   | 6 – 0 (4 – 0) | PEC Zwolle                                                            | Opstelling PEC Zwolle: |
| 1 juni 1975 Plaats: Arnhem Nieuw-Monnikenhuize Toeschouwers: 1.200 Scheidsrechter: Arie van Gemert     | Ben Hulshoff 2' Boško Bursać 4' Boško Bursać 8' Boško Bursać 37' Jan Veenstra (e.d.) 73' Ben Hulshoff 80' |               |                                                                       |                        |

### KNVB beker
| 2e ronde | PEC Zwolle                                                                                  | 2 – 0 (0 – 0) | Spakenburg      | Opstelling PEC Zwolle: |
| 5 oktober 1974 Plaats: Zwolle Oosterenkstadion Toeschouwers: 1.500 Scheidsrechter: Bouke Draaisma             | Herman Heskamp (pen) 59' Herman Heskamp 73'                                                 |               |                 | |
| 2e ronde | Wageningen                                                                                  | 5 – 1 (1 – 1) | PEC Zwolle      | Opstelling PEC Zwolle: |
| 24 november 1974 Plaats: Wageningen Stadion de Wageningse Berg Toeschouwers: 2.500 Scheidsrechter: Peter Gans | Arno Wellerdieck 38' Rini Block 48' Jan Groenendijk 72' Jan Menting 74' Jan Groenendijk 84' |               | 12' Klaas Drost | Nieuwenhout, Drost, Veenstra, Spanhaak, Van der Horst, Van Renswouw, IJzerman (Hendriksen), Rorije, Bajac, Heskamp, Lukac |

## Selectie en technische staf

### Selectie 1974/75
| Nr.           | Nat.                 | Naam                | Competitie | Competitie | Beker      | Beker      | Nacompetitie | Nacompetitie | Totaal     | Totaal     | Seizoen    | Vorige club          | Debuut     |            |
| Nr.           | Nat.                 | Naam                | W          |            | W          |            | W            |              | W          |            | Seizoen    | Vorige club          | Debuut     |            |
| Doelmannen    | Doelmannen           | Doelmannen          | Doelmannen | Doelmannen | Doelmannen | Doelmannen | Doelmannen   | Doelmannen   | Doelmannen | Doelmannen | Doelmannen | Doelmannen           | Doelmannen | Doelmannen |
| ------------- | -------------------- | ------------------- | ---------- | ---------- | ---------- | ---------- | ------------ | ------------ | ---------- | ---------- | ---------- | -------------------- | ---------- | ---------- |
| -             | Vlag van Nederland   | Bob Nieuwenhout     | –          | 0          | –          | 0          | –            | 0            | –          | 0          | 1e         | De Volewijckers      | –          |            |
| -             | Vlag van Nederland   | Peter Gerards       | –          | 0          | –          | 0          | –            | 0            | –          | 0          | 1e         | PSV                  | –          |            |
| Verdedigers   |                      |                     |            |            |            |            |              |              |            |            |            |                      |            |            |
| -             | Vlag van Joegoslavië | Milutin Bajac       | –          | 0          | –          | 0          | –            | 0            | –          | 0          | 1e         | FK Proleter Novi Sad | –          |            |
| -             | Vlag van Nederland   | Klaas Drost         | –          | 1          | –          | 1          | –            | 0            | –          | 2          | 5e         | Jeugd                | –          |            |
| -             | Vlag van Nederland   | Ben Hendriks        | –          | 1          | –          | 0          | –            | 0            | –          | 1          | 11e        | Zwolsche Boys        | –          |            |
| -             | Vlag van Nederland   | Puck van der Horst  | –          | 2          | –          | 0          | –            | 0            | –          | 2          | 10e        | Vitesse              | –          |            |
| -             | Vlag van Nederland   | Lody Kragt          | –          | 0          | –          | 0          | –            | 0            | –          | 0          | 7e         | Emmeloord (ama)      | –          |            |
| -             | Vlag van Nederland   | Ben Schubert        | –          | 1          | –          | 0          | –            | 0            | –          | 1          | 4e         | Huizen (ama)         | –          |            |
| -             | Vlag van Nederland   | Ben Spanhaak        | –          | 1          | –          | 0          | –            | 0            | –          | 1          | 9e         | Jeugd                | –          |            |
| -             | Vlag van Nederland   | Jan Veenstra        | –          | 2          | –          | 0          | –            | 0            | –          | 2          | 1e         | Go Ahead Eagles      | –          |            |
| -             | Vlag van Nederland   | René IJzerman       | –          | 1          | –          | 0          | –            | 0            | –          | 1          | 3e         | Jeugd                | –          |            |
| Middenvelders |                      |                     |            |            |            |            |              |              |            |            |            |                      |            |            |
| -             | Vlag van Nederland   | Arno van den Bosch  | –          | 0          | –          | 0          | –            | 0            | –          | 0          | 5e         | Onbekend             | –          |            |
| -             | Vlag van Nederland   | Joop Cuntz          | –          | 0          | –          | 0          | –            | 0            | –          | 0          | 1e         | Jeugd                | –          |            |
| -             | Vlag van Nederland   | Jan Hendriksen      | –          | 1          | –          | 1          | –            | 0            | –          | 2          | 2e         | Jeugd                | –          |            |
| -             | Vlag van Nederland   | Bas Koekoek         | –          | 0          | –          | 0          | –            | 0            | –          | 0          | 1e         | Jeugd                | –          |            |
| -             | Vlag van Nederland   | Gerrit van der Kolk | –          | 0          | –          | 0          | –            | 0            | –          | 0          | 1e         | Jeugd                | –          |            |
| -             | Vlag van Nederland   | Bob Meijer          | –          | 0          | –          | 0          | –            | 0            | –          | 0          | 1e         | Jeugd                | –          |            |
| Aanvallers    |                      |                     |            |            |            |            |              |              |            |            |            |                      |            |            |
| -             | Vlag van Nederland   | Herman Heskamp      | –          | 22         | –          | 2          | –            | 2            | –          | 26         | 6e         | FC Twente '65        | –          |            |
| -             | Vlag van Nederland   | Joop Leidekker      | –          | 6          | –          | 0          | –            | 0            | –          | 6          | 1e         | N.E.C.               | –          |            |
| -             | Vlag van Joegoslavië | Slobodan Lukac      | –          | 0          | –          | 0          | –            | 0            | –          | 0          | 1e         | FK Proleter Novi Sad | –          |            |
| -             | Vlag van Nederland   | Jan van Renswouw    | –          | 1          | –          | 0          | –            | 0            | –          | 1          | 1e         | Eindhoven            | –          |            |
| -             | Vlag van Nederland   | Jan Rorije          | –          | 5          | –          | 0          | –            | 0            | –          | 5          | 6e         | Wageningen           | –          |            |
| -             | Vlag van Nederland   | Jan Verheijen       | –          | 5          | –          | 0          | –            | 0            | –          | 5          | 2e         | Jeugd                | –          |            |
| Nr.           | Nat.                 | Naam                | W          |            | W          |            | W            |              | W          |            | Seizoen    | Vorige club          | Debuut     |            |
| Nr.           | Nat.                 | Naam                | Competitie | Competitie | Beker      | Beker      | Nacompetitie | Nacompetitie | Totaal     | Totaal     | Seizoen    | Vorige club          | Debuut     |            |

### Technische staf
| Naam                | Functie           |
| ------------------- | ----------------- |
| Friedrich Donenfeld | Hoofdtrainer      |
| Jan Verhaert        | Assistent-trainer |

## Statistieken PEC Zwolle 1974/1975

### Eindstand PEC Zwolle in de Nederlandse Eerste divisie 1974 / 1975
| Stand | Gespeeld | Gewonnen | Gelijk | Verloren | Punten | Doelpunten voor | Doelpunten tegen |
| ----- | -------- | -------- | ------ | -------- | ------ | --------------- | ---------------- |
| 4e    | 36       | 17       | 11     | 8        | 45     | 50              | 35               |

### Topscorers
| #              | Naam                    | Goal |
| -------------- | ----------------------- | ---- |
| 1.             | Herman Heskamp          | 22   |
| 2.             | Joop Leidekker          | 6    |
| 3.             | Jan Rorije              | 5    |
| 3.             | Jan Verheijen           | 5    |
| 5.             | Puck van der Horst      | 2    |
| 5.             | Jan Veenstra            | 2    |
| 7.             | Klaas Drost             | 1    |
| 7.             | Ben Hendriks            | 1    |
| 7.             | Jan Hendriksen          | 1    |
| 7.             | Jan van Renswouw        | 1    |
| 7.             | Ben Schubert            | 1    |
| 7.             | Ben Spanhaak            | 1    |
| 7.             | René IJzerman           | 1    |
| Eigen doelpunt |                         |      |
| –              | Hemmo Kerkhof (Veendam) | 1    |
| Totaal         | Totaal                  | 50   |

| #      | Naam           | Goal |
| ------ | -------------- | ---- |
| 1.     | Herman Heskamp | 2    |
| 2.     | Jan Hendriksen | 1    |
| Totaal | Totaal         | 3    |

| #      | Naam           | Goal |
| ------ | -------------- | ---- |
| 1.     | Herman Heskamp | 2    |
| 2.     | Klaas Drost    | 1    |
| Totaal | Totaal         | 3    |

### Punten per speelronde
| Speelronde | 1 | 2 | 3 | 4 | 5 | 6 | 7 | 8 | 9 | 10 | 11 | 12 | 13 | 14 | 15 | 16 | 17 | 18 | 19 | 20 | 21 | 22 | 23 | 24 | 25 | 26 | 27 | 28 | 29 | 30 | 31 | 32 | 33 | 34 | 35 | 36 |
| ---------- | - | - | - | - | - | - | - | - | - | -- | -- | -- | -- | -- | -- | -- | -- | -- | -- | -- | -- | -- | -- | -- | -- | -- | -- | -- | -- | -- | -- | -- | -- | -- | -- | -- |
| Punten     | 2 | 2 | 2 | 0 | 0 | 2 | 2 | 1 | 2 | 2  | 1  | 1  | 2  | 1  | 2  | 1  | 0  | 0  | 0  | 1  | 1  | 2  | 0  | 1  | 0  | 2  | 2  | 1  | 2  | 2  | 1  | 2  | 1  | 2  | 0  | 2  |

### Punten na speelronde
| Speelronde | 1 | 2 | 3 | 4 | 5 | 6 | 7  | 8  | 9  | 10 | 11 | 12 | 13 | 14 | 15 | 16 | 17 | 18 | 19 | 20 | 21 | 22 | 23 | 24 | 25 | 26 | 27 | 28 | 29 | 30 | 31 | 32 | 33 | 34 | 35 | 36 |
| ---------- | - | - | - | - | - | - | -- | -- | -- | -- | -- | -- | -- | -- | -- | -- | -- | -- | -- | -- | -- | -- | -- | -- | -- | -- | -- | -- | -- | -- | -- | -- | -- | -- | -- | -- |
| Punten     | 2 | 4 | 6 | 6 | 6 | 8 | 10 | 11 | 13 | 15 | 16 | 17 | 19 | 20 | 22 | 23 | 23 | 23 | 23 | 24 | 25 | 27 | 27 | 28 | 28 | 30 | 32 | 33 | 35 | 37 | 38 | 40 | 41 | 43 | 43 | 45 |

### Stand na speelronde
| Speelronde | 1  | 2  | 3  | 4  | 5  | 6  | 7  | 8  | 9  | 10 | 11 | 12 | 13 | 14 | 15 | 16 | 17 | 18 | 19 | 20 | 21 | 22 | 23 | 24 | 25 | 26 | 27 | 28 | 29 | 30 | 31 | 32 | 33 | 34 | 35 | 36 |
| ---------- | -- | -- | -- | -- | -- | -- | -- | -- | -- | -- | -- | -- | -- | -- | -- | -- | -- | -- | -- | -- | -- | -- | -- | -- | -- | -- | -- | -- | -- | -- | -- | -- | -- | -- | -- | -- |
| Stand      | 8e | 4e | 1e | 3e | 9e | 7e | 4e | 3e | 3e | 2e | 4e | 2e | 2e | 2e | 2e | 2e | 3e | 3e | 6e | 6e | 6e | 4e | 5e | 6e | 7e | 6e | 6e | 7e | 6e | 6e | 6e | 4e | 4e | 4e | 4e | 4e |

### Doelpunten per speelronde
| Speelronde | 1 | 2 | 3 | 4 | 5 | 6 | 7 | 8 | 9 | 10 | 11 | 12 | 13 | 14 | 15 | 16 | 17 | 18 | 19 | 20 | 21 | 22 | 23 | 24 | 25 | 26 | 27 | 28 | 29 | 30 | 31 | 32 | 33 | 34 | 35 | 36 | Totaal |
| ---------- | - | - | - | - | - | - | - | - | - | -- | -- | -- | -- | -- | -- | -- | -- | -- | -- | -- | -- | -- | -- | -- | -- | -- | -- | -- | -- | -- | -- | -- | -- | -- | -- | -- | ------ |
| Doelpunten | 1 | 1 | 3 | 1 | 3 | 2 | 1 | 1 | 2 | 6  | 1  | 0  | 1  | 0  | 3  | 0  | 1  | 0  | 0  | 2  | 0  | 2  | 1  | 1  | 1  | 2  | 1  | 1  | 3  | 2  | 0  | 2  | 1  | 1  | 0  | 3  | 50     |